# Горгондзола (коммуна)
Горгондзо́ла (итал. Gorgonzola) — коммуна в Италии, в провинции Милан области Ломбардия.
Население составляет 20 586 человек (2018), плотность населения составляет 1730,31 чел./км². Занимает площадь 11 км². Почтовый индекс — 20064. Телефонный код — 02.
Покровительницей населённого пункта считается святая великомученица Екатерина Александрийская, празднование 25 ноября.
От названия коммуны происходит название одного из наиболее известных итальянских голубых сыров, отличающегося характерным островатым вкусом — горгондзола (горгонзола, горгонцола).

## Демография
Динамика населения:

## Администрация коммуны
- Официальный сайт: http://www.comune.gorgonzola.mi.it